# Камоке
Камоке (урд. کامونکی) је град у Пакистану у покрајини Панџаб. Према процени из 2006. у граду је живело 207.317 становника.

## Становништво
Према процени, у граду је 2006. живело 207.317 становника.
| 1981.  | 1998.   | 2006.   |
| ------ | ------- | ------- |
| 71.097 | 150.984 | 207.317 |